# داني وليامز
داني وليامز (بالإنجليزية: Danny Williams)‏ (2 مارس 1981 شفيلد المملكة المتحدة - ) هو لاعب كرة قدم بريطاني يلعب كلاعب وسط.